# 硫化铟
硫化铟是铟的硫化物之一，化学式为In2S3。

## 制备
硫化铟可由单质化合制得：
2 In + 3 S → In2S3
或由硫化氢通入铟盐酸性溶液得到。硫代乙酰胺（C2H5NS）和硝酸铟在水溶液中回流，也能得到硫化铟。